# Anse Réunion Football Club
O Anse Réunion Football Club é um clube de futebol com sede em Vitória, Seicheles.
Fundado em 1957, competiu na Copa das Confederações Africanas.

## Títulos
- Seychelles League: 1

2006